# Mutualitat General de Funcionaris Civils de l'Estat
La Mutualitat General de Funcionaris Civils de l'Estat (MUFACE) és un organisme autònom de l'Administració General de l'Estat en el Ministeri de Política Territorial i Funció Pública d'Espanya encarregat de gestionar part de les prestacions socials i l'assistència sanitària dels funcionaris civils de l'estat.

## Història
MUFACE és l'organisme públic de l'Administració de l'Estat espanyol que gestiona les prestacions socials dels funcionaris de l'Estat a Espanya: sanitat, jubilació, ajudes per fills, etc. És, per tant, un Règim Especial, i de caràcter mutualista, i diferent del Règim General de la Seguretat Social espanyola, al que s'adscriuen la majoria dels ciutadans.
Es van establir les bases de la seva creació en la Llei 109/1963, de 20 de juliol, de Funcionaris Civils de l'Estat, i en el Decret 315/1964, de 7 de febrer, i, especialment, la Llei 29/1975, de 27 de juny, sobre Seguretat Social dels Funcionaris Civils de l'Estat i el Decret 843/1976, de 18 de març, pel qual s'aprova el Reglament General del Mutualisme Administratiu.
Amb anterioritat a aquestes disposicions el panorama mutualista dels funcionaris civils espanyols era variat i insegur, existint un total de 65 mutualitats, que no cobrien les prestacions de tots els funcionaris (doncs van arribar a estar excloses fins a 100.000 persones). MUFACE no és l'únic Règim Especial que existeix en l'administració espanyola.
En 2009 passa de dependre orgànicament del Ministeri d'Administracions Públiques al Ministeri de la Presidència. En 2010, després de la remodelació de ministeris, passa a dependre del Ministeri de Política Territorial i Administració Pública i en 2011 al d'Hisenda i Administracions Públiques, que en 2016 va passar a denominar-se Ministeri d'Hisenda i Funció Pública. En 2018 comença a dependre del nou Ministeri de Política Territorial i Funció Pública.

## Funcions
Segons l'article 4 del Reglament General del Mutualisme Administratiu (Reial decret 375/2003, de 28 de març), la Mutualitat General de Funcionaris Civils de l'Estat és un organisme públic, amb personalitat jurídica pública diferenciada, patrimoni i tresoreria propis i autonomia de gestió en els termes recollits en el Text Refós, a qui correspon de forma unitària la gestió del mutualisme administratiu per als funcionaris inclosos en el seu camp d'aplicació.
Les prestacions que tenen dret els mutualistes o els seus beneficiaris, quan es trobin en els supòsits de fet legalment establerts, i d'acord amb Reial decret Legislatiu 4/2000, de 23 de Juny, pel qual s'aprova el Text Refós de la Llei sobre Seguretat Social dels Funcionaris Civils de l'Estat són les següents:
- Assistència sanitària, que pot ser prestada mitjançant concerts amb entitats asseguradores o pel sistema públic de salut.[5][6]
- Subsidis per incapacitat temporal, risc durant l'embaràs o risc durant la lactància natural.
- Prestacions recuperadores per incapacitat permanent total, absoluta i gran invalidesa.
- Prestacions per a la remuneració de la persona encarregada de l'assistència del gran invàlid.
- Indemnitzacions per lesions, mutilacions o deformitats causades per malaltia professional o en acte de servei o com a conseqüència d'ell.
- Pensió de jubilació.[7]
- Serveis socials.
- Assistència social.
- Prestacions familiars per fill a càrrec minusvàlid.
- Ajudes econòmiques en els casos de part múltiple.

## Llista de Directors Generals
- Myriam Pallarés Cortón (2020-)
- Antonio Sánchez Díaz (2016-2019)
- Gustavo Emiliano Blanco Fernández (2012-2016)
- José María Fernández Lacasa (2010-2012)
- María Ángeles Fernández Simón (2006-2010)
- Carmen Román Riechmann (2004-2006)[8]
- Isaías López Anduela (2001-2004)
- José María García Oyaregui (1999-2001)
- Ana María Pastor Julián (1996-1999)
- María Teresa Gómez Condado (1994-1996)
- José Antonio Sánchez Velayos (1985-1994)
- Ricardo González Antón (1984-1985)
- Ángel Jorge Souto Alonso (1982-1984)
- Manuel Álvarez Fuentes (1978-1982)